# Juan Baltasar Toledano
Juan Baltasar Toledano (* 17. Januar 1766 in El Campillo; † 27. Mai 1830 in Valladolid) war ein spanischer römisch-katholischer Geistlicher und Bischof von Valladolid.

## Leben
Die Priesterweihe empfing Juan Baltasar Toledano 1791.
König Ferdinand VII. providierte ihn am 24. Mai 1823 zum Bischof von Valladolid. Nach der Präkonisation vom 12. Juli 1824 spendete ihm Antonio Allué y Sesse, Patriarch von Westindien, am 3. Oktober 1824 die Bischofsweihe; Mitkonsekratoren waren der Erzbischof von Burgos, Rafael Téllez OFMCap, und der Bischof von Maynas, Antonio Sánchez Rangel de Fayas OFM.
Juan Baltasar Toledano starb nach fünf Jahren im Bischofsamt und wurde in der Kathedrale von Valladolid beigesetzt.